# Carlos Vives
 (novembre 2019).
Si vous disposez d'ouvrages ou d'articles de référence ou si vous connaissez des sites web de qualité traitant du thème abordé ici, merci de compléter l'article en donnant les références utiles à sa vérifiabilité et en les liant à la section « Notes et références ».
Carlos Vives, né le 7 août 1961 à Santa Marta (Colombie), est un chanteur et un compositeur colombien.

## Biographie

### Jeunesse
Carlos Vives naît à Santa Marta (Magdalena), où il passe son enfance. À l'âge de 12 ans, il part à Bogotá avec sa famille. Il commence à jouer dans des bars et des cafés de la ville.

### Carrière
En 1993, il sort l'album Clásicos de la provincia qui contient nombre de morceaux d'anthologie comme La gota fría, Alicia adorada, La hamaca grande...
En 2008, il produit un album de musique pour enfants, Pombo Musical.
En 2010, il participe au projet Playing for Change et enregistre la chanson de sa composition La tierra del olvido sur l'album PFC2 Songs around the world.
En 2016, il chante le tube La bicicleta aux côtés de Shakira.
Le 28 juillet 2017, Vives présente son nouveau single Robarte un beso, avec Sebastián Yatra, qui atteint les premières places du palmarès mondial, comptabilisant 1,4 milliard de visionnements sur sa chaîne Vevo sur YouTube en août 2021. Il est présenté au festival de Viña del Mar 2018 au Chili, ce qui surprit ChocQuibTown, Sebastián Yatra et Wisin.[réf. nécessaire]
Il compose la chanson du festival de vallenato, El Sombrero de Alejo, dans laquelle il chante avec plusieurs icônes du vallenato colombien, telles que Poncho Zuleta, Felipe Peláez, Peter Manjarrés, Jorge Oñate, Iván Villazón, Jorge Celedón et Silvestre Dangond.
En avril 2021, Ricky Martin et lui lancent le clip de Canción bonita qui est tourné à Porto Rico et réalisé par Carlos Pérez (qui a notamment réalisé Despacito),.

### Prises de position politiques
En novembre 2019, il déclare son soutien aux mobilisations contre le gouvernement d'Iván Duque.

### Famille et vie privée
Il vit principalement entre Miami et la Colombie, en particulier à Santa Marta et à Bogotá.
Il a quatre enfants : Lucia (Lucy), Pedro, Helena et Enrique.

## Discographie

### Période de rock
- Por fuera y por dentro (1986)
- No podrás escapar de mí (1987)
- Al centro de la ciudad (1989)

### Période de pop
- Escalona (álbum) (1991)
- Escalona, Vol. II (1992)
- Clásicos de la provincia (1993)
- La tierra del olvido (1995)
- Tengo fe (1997)
- El amor de mi tierra (1999)
- Déjame entrar (2001)
- El rock de mi pueblo (2004)
- Clásicos de la provincia II (2009)
- Volví a nacer (2012)
- Volví a nacer - remixed (2012)
- Cómo le gusta a tu cuerpo (2013)
- Corazón profundo  (2013)
- Más corazón profundo (2014)
- Vives (2017)
- Cumbiana (2020)